# Mia Brookes
Pour les articles homonymes, voir Brookes.
Mia Brookes, née le 19 janvier 2007, est une snowboardeuse britannique dans le domaine freestyle (Slopestyle / Big Air).
Elle participe en 2022 aux championnats du monde de snowboard junior où elle s'impose à Leysin dans la discipline du Big Air et termine seconde en slopestyle. L'année suivante, elle participe à ses premiers Championnats du monde de snowboard 2023 où elle obtient la médaille d'or en slopestyle à l'âge de 16 ans.

## Palmarès

### Championnats du monde
- Bakouriani - Mondiaux 2023  :
  -  Médaillé d'or en slopestyle.

### Coupe du monde
- 1 gros globe de cristal :
  - Vainqueur du classement freestyle en 2025.
- 2 petits globe de cristal :
  - Vainqueur du classement big air en 2024 et 2025.
- 11 podiums dont 3 victoires.

#### Détails des victoires
| Épreuve / Édition | Big air                        | Slopestyle |
| ----------------- | ------------------------------ | ---------- |
| 2024-2025         | Pékin Klagenfurt am Wörthersee | Laax       |